# Psychotria kirkii
Psychotria kirkii är en måreväxtart som beskrevs av William Philip Hiern. Psychotria kirkii ingår i släktet Psychotria och familjen måreväxter. Inga underarter finns listade i Catalogue of Life.